# برج‌های ویکتوریا
برج ویکتوریا (چینی سنتی: 港景峰)با ۶۲ طبقه دومین برج بلند در منطقه Tsim SHA Tsui بعد از هتل Hyatt Regency است که در پشت این مجموعه قرار دارد این برج همچنین ۳۵ امین مجموعه بلند هنگ کنگ است. این مجموعه شامل سه برج است، که هرکدام 62 طبقه و 213 متر (699 فوت) ارتفاع دارد.
طبقه همکف این مجموعه نیز دارای یک مرکز خرید، به نام بازار ویکتوریا (港 景 匯 商場) است.